# Levie
Levie (AFI: /leˈvie/; in corso Livia, pronuncia [liˈβiːja]) è un comune francese di 667 abitanti situato nel dipartimento della Corsica del Sud nella regione della Corsica.

## Società

### Evoluzione demografica
Abitanti censiti